# نينو (لاعب كرة قدم مواليد 1988)
نينو (بالبرتغالية: Genison Piacentini de Quadra‏) هو لاعب كرة قدم برازيلي في مركز الدفاع، ولد في 14 أكتوبر 1988 في كريسيوما في البرازيل. لعب مع أيك أثينا ونادي أمريكا ونادي بوا إيسبورت ونادي كارباتي لفيف ونادي كريسيوما ونادي ناوتيكو.

## وصلات خارجية
- نينو (لاعب كرة قدم مواليد 1988) على موقع اتحاد أوكرانيا (الإنجليزية)
- نينو (لاعب كرة قدم مواليد 1988) على موقع قاعدة بيانات كرة القدم.إي يو (الإنجليزية)
- نينو (لاعب كرة قدم مواليد 1988) على موقع Soccerway.com (الإنجليزية)
- نينو (لاعب كرة قدم مواليد 1988) على موقع عالم كرة القدم.نت (الإنجليزية)